# Pallisentis (Pallisentis)
Sous-genre
Synonymes
- Pallisentis (Neosentis) Van Cleave, 1928
- Pallisentis (Farzandia) Thapar, 1931

Pallisentis (Pallisentis) est un sous-genre d'acanthocéphales de la famille des Quadrigyridae.
Il a été découvert par Van Cleave en 1928.

## Liste des espèces
Ce sous-genre comporte 19 espèces : 
- Pallisentis celatus (Van Cleave, 1928)
- Pallisentis cholodkowskyi (Kostylew, 1928)
- Pallisentis chongqingensis Liu et Zhang, 1993
- Pallisentis clupei Gupta et Gupta, 1980
- Pallisentis colisai Sarkar, 1954
- Pallisentis gaboes (MacCallum, 1918)
- Pallisentis garuai (Sahay, Sinha et Ghosh, 1971)
- Pallisentis gomtii Gupta et Verma, 1980
- Pallisentis guptai Gupta et Fatma, 1986
- Pallisentis jagani Koul, Raina, Bambroo et Koul, 1992
- Pallisentis kalriai Khan et Bilqees, 1971
- Pallisentis magnum Saeed et Bilqees, 1971
- Pallisentis nagpurensis (Bhalerao, 1931)
- Pallisentis nandai Sarkar, 1953
- Pallisentis pesteri (Tadros, 1966)
- Pallisentis rexus Wongkham et Whitfield, 1999
- Pallisentis sindensis Khan et Bilqees, 1987
- Pallisentis umbellatus Van Cleave, 1928
- Pallisentis ussuriense (Kostylew, 1941)